# СИК

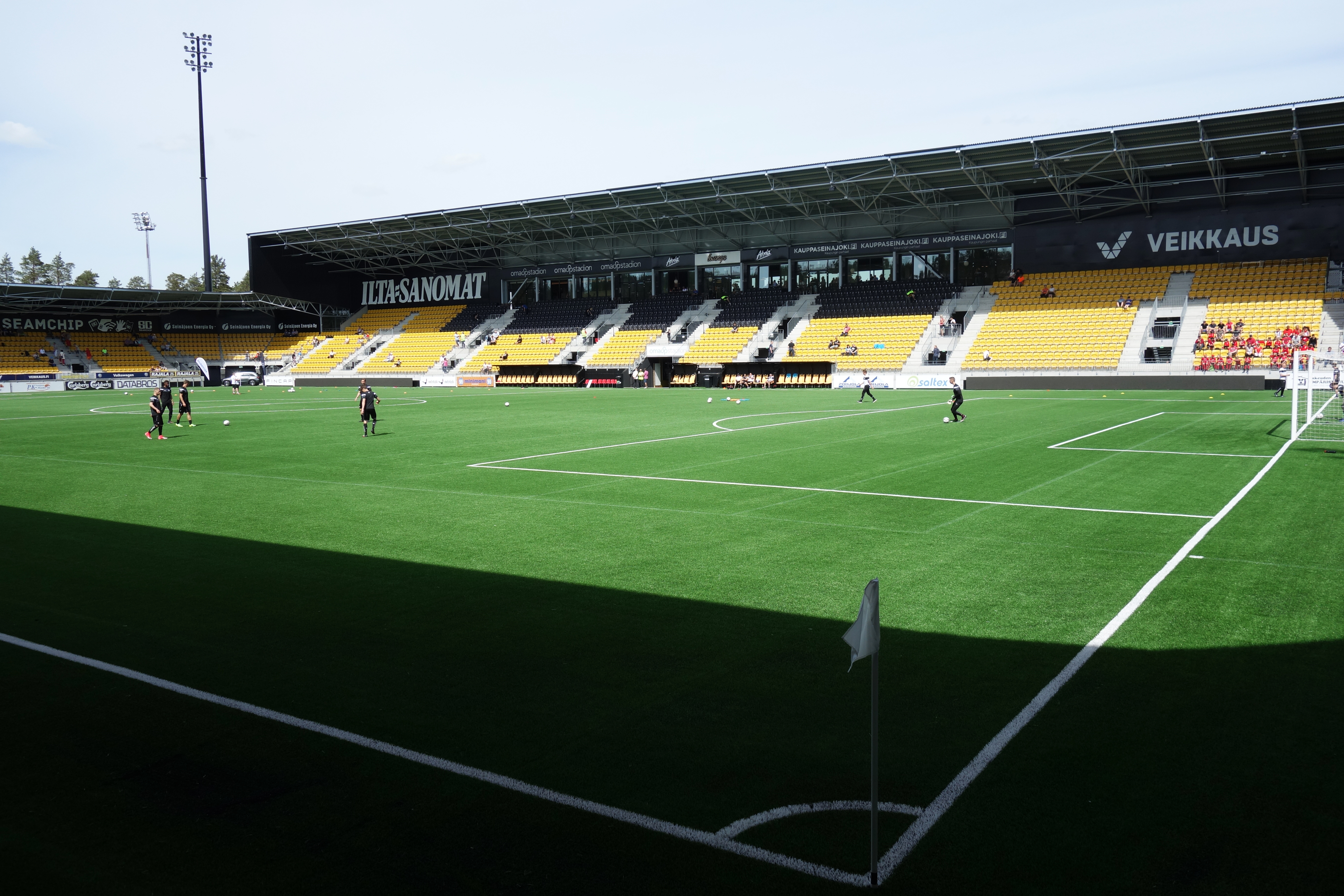
Домашний стадион команды арена «ОмаСП»

«Сейняоен Ялкапаллокерхо» (фин. Seinäjoen Jalkapallokerho, в дословном переводе — «Сейняйокский футбольный клуб») — финский футбольный клуб из города Сейняйоки. Основан в 2007 году. Домашние матчи проводит на стадионе «ОмаСП» общей вместимостью 5817 зрителей. Действующий участник Вейккауслиги, высшего дивизиона чемпионата Финляндии по футболу.
Клуб более известен под своим сокращённым названием — «SJK»; в изданиях на русском языке это сокращение обычно передают как «СИК», также встречаются варианты «СЙК», «СЖК» и «Сейняйоки».
В 2015 году «СИК» впервые в своей истории стал чемпионом Финляндии по футболу.

## История
Футбольный клуб «СИК» был создан на базе слияния двух футбольных клубов «ТП-Сейняйоки» и «Сепси-78». Начиная с сезона 2008, клуб принимал участие в лиге Какконен (третий дивизион), где выступал четыре года, занимая места в середине таблицы. В сезоне 2011 года СИК без единого поражения выиграл лигу Какконен и поднялся в Юккёнен (второй дивизион).
В 2012 году СИК дебютировал в лиге Юккёнен, где команда выступила очень убедительно, заняв 2-е место и уступив лишь фавориту лиги «РоПСу». Нападающий СИКа Тони Лехтинен с 12 забитыми мячами стал вторым бомбардиром лиги. В сентябре 2012 года главным тренером команды был назначен Симо Валакари, лишь три года назад закончивший карьеру игрока в «ТПС», а с 2011 года работавший тренером в юношеской сборной Финляндии до 18 лет. Для 39-летнего тренера СИК стал первым клубом в качестве главного тренера.
В межсезонье клуб сделал ряд серьезных приобретений, пригласив нескольких легионеров из ближнего и дальнего зарубежья и тем самым существенно укрепил команду. Благодаря тесному сотрудничеству с академией испанской «Барселоны», в СИК перешли некоторые игроки академии испанского клуба. Тогда же из таллиннской «Флоры» был подписан голкипер сборной Эстонии Михкель Аксалу, он в короткий срок стал основным вратарем клуба и лидером команды. После проведения столь активной трансферной политики СИК однозначно рассматривался всеми как основной претендент на повышение в классе.
Сезон 2013 СИК начал весьма убедительно, выдав восьмиматчевую беспроигрышную серию.
Однако засилье легионеров в команде однажды вышло боком: 30 июня 2013 года после сверхубедительной гостевой победы над аутсайдером лиги «AC Каяни», хозяева решили опротестовать результат матча из-за якобы нарушенного СИКом лимита на легионеров, допустившего восемь легионеров на поле. Федерация футбола Финляндии признала нарушение и удовлетворила жалобу AC Каяни, присудив СИКу техническое поражение со счетом 0:3. Не согласившись с таким решением, СИК подал апелляцию на решение Федерации. В итоге Федерация футбола Финляндии одобрила апелляцию и отменила свое предыдущее решение. Клубу были возвращены три очка. AC Каяни подал ответную жалобу в финский Совет по спорту, но позднее изменил своё решение и отозвал апелляцию.
Затем последовало провальное выступление в июле: 3 поражения и 2 ничьи. Но концовку сезона клуб провел в ударном темпе: с августа и до конца сезона СИК выдал серию из восьми побед подряд. К ключевому матчу за первое место с «Хакой» клуб подошел с пятиочковым преимуществом над основным конкурентом, и ничья досрочно выводила СИК в Вейккауслигу. 29 сентября 2013 года, собрав на домашнем стадионе в Сейняйоки рекордную для себя аудиторию в 4 798 зрителей, СИК добился необходимого результата, сыграв вничью 1:1 и досрочно занял 1-е место в лиге. Таким образом, СИК со второй попытки выиграл лигу Юккёнен и впервые в истории вышел в высшую лигу чемпионата Финляндии.
Сезон 2014 года начался для команды очень удачно. 29 марта 2014 года СИК выиграл Кубок финской Лиги, обыграв в финале «ВПС» со счетом 1:0. Этот кубок стал первым трофеем в короткой истории клуба. Выиграв кубок финской Лиги и существенно укрепившись перед стартом сезона, СИК по праву воспринимался одним из фаворитов Вейккауслиги и одним из претендентов на призовую тройку. Тем не менее сезон для СИКа начался не лучшим образом, в конце мая клуб шел на предпоследнем 11 месте и имел в активе лишь 2 победы, 3 ничьи и 4 поражения. Однако с июня клуб выдал впечатляющую серию из семи побед подряд, и в итоге выиграл серебро чемпионата, заняв итоговое второе место, на очко опередив ставшего третьим «Лахти». Чемпионом страны ожидаемо стал «ХИК», на протяжении всего сезона имевший подавляющее преимущество перед остальными командами чемпионата. Одно из трех своих поражений в сезоне ХИК потерпел от СИКа 0:2. Примечателен факт, что с июня и по окончании сезона из 24 оставшихся матчей в Вейккауслиге СИК потерпел лишь два поражения. Важнейшую роль в итоговой победе сыграли эстонский голкипер команды Михкель Аксалу, ставший лучшим вратарем сезона, а защитник клуба ивуариец Седрик Гогуа был признан лучшим защитником Вейккауслиги-2014. Лучшим молодым игроком лиги стал 23-летний полузащитник клуба Йоханнес Лааксонен, а нападающий Аксели Пелвас в связке с Тони Лехтиненом стали лучшими бомбардирами команды, на двоих забив половину мячей команды за сезон. Заняв итоговое второе место в дебютном для себя сезоне в Вейккауслиге, СИК стал главным открытием прошедшего футбольного сезона Финляндии.
В 2015 году СИК существенно усилился в межсезонье и подписал ряд квалифицированных игроков по ходу сезона. Основной задачей клуба стало приобретение опытных и перспективных финских футболистов, а также несколько легионеров из стран ближнего и дальнего зарубежья. Наиболее примечательны переходы в СИК 18-летнего воспитанника академии «Ливерпуля» бразильца Аллана, взятого в аренду, и Роопе Риски из норвежского «Хёугесунна», заметно укрепившего состав и ставшего одним из лидеров команды.
Учитывая игровой кризис чемпиона Финляндии последних лет ХИКа, исключение из-за серьезных финансовых проблем многих крепких команд Вейккауслиги, не имея существенных кадровых проблем и получив солидное усиление по ходу сезона, СИК сполна воспользовался осечкой лидера, с первых туров подтвердив претензии на чемпионство. Впечатляющая игра команды в атаке, где основную ударную мощь составили Роопе Риски и Аксели Пелвас, второй год подряд ставший лучшим бомбардиром команды, надежная сыгранная оборона, идеально вписавшиеся в состав и усилившие игру команды новички Юсси Васара, Мехмет Хетемай, Аллан и камерунец Ариэль Нгуэкам стали залогом успеха команды в сезоне.
23 сентября в матче 29 тура произошел курьезный случай: бразильский полузащитник Аллан, взятый в аренду у «Ливерпуля», забил ХИКу с углового удара.
25 октября 2015 года СИК одержал победу над аутсайдером «Яро» со счётом 2:0 и на второй год пребывания в Вейккауслиге впервые в своей истории стал чемпионом Финляндии по футболу.
19 марта 2016 года СИК уступил «Лахти» в финале Кубка лиги 0:1 (3:4 — по пенальти).
В июле 2016 года СИК дебютировал в квалификации Лиги чемпионов сезона 2016/17, где по сумме двух матчей уступил белорусскому «БАТЭ» 2:4.
24 сентября 2016 года СИК стал обладателем кубка Финляндии обыграв в финале ХИК 2:1. Основное и дополнительное время завершилось вничью 1:1, а в серии пенальти футболисты СИКа оказались точнее (7:6).
По итогам сезона 2016 СИК занял 3-е место в Вейккауслиге.
15 апреля 2017 года «СИК» проиграл дома «Ильвесу» 1:2. Голы забили игроки ещё в прошлом сезоне игравшие за «СИК» Юнес Рахими реализовавший пенальти и Ариэль Нгуэкам.
В межсезонье команду покинул главный тренер Симо Валакари, его заменил Сикстен Боштрём, которого уволили в мае 2017 года и его заменил Хосе Мануэль Рока, который также был уволен в сентябре 2017 года. Доигрывал сезон СИК с Брайаном Пейджом и Тони Лехтиненом. СИК занял 6 место. В кубке Финляндии 2017 СИК снова добрался до финала, где уступил ХИКу 0:1.
В октябре 2017 года Томми Каутонен был назначен в качестве главного тренера клуба с трехлетним контрактом. Тем не менее, сезон 2018 года начался для СИКа неудачно, поэтому Каутонен был уволен в мае 2018 года. Новым главным тренером стал Алексей Ерёменко-старший. По итогам сезона СИК занял 9 место. Это был самый провальный сезон за всю историю выступлений в Вейккауслиге.
В 2019 году СИК не прошёл групповой этап Кубка Финляндии и вновь занял 9-е место в Вейккауслиге. Алексей Ерёменко был уволен в августе, и команду во второй раз возглавил Брайан Пейдж. После сезона было объявлено, что следующим главным тренером станет Яни Хонкавара, который привёл к чемпионству «КуПС» в этом сезоне.

## Академия
«СИК» имеет свою академию. Это футбольный клуб под названием «СИК Академия». Эту академию можно назвать лучшей в Финляндии на данный момент, так как она единственная академия страны, играющая в Юккёнене. Все остальные академии выступают максимум в Какконене.

## Достижения
Вейккауслига
- Чемпион (1): 2015
- Серебряный призёр (1): 2014
- Бронзовый призёр (1): 2016

Юккёнен
- Победитель (1): 2013
- Серебряный призёр (1): 2012

Какконен
- Победитель (1): 2011

Кубок Финляндии
- Обладатель (1): 2016
- Финалист (1): 2017

Кубок финской Лиги
- Обладатель (1): 2014
- Финалист (1): 2016

## Текущий состав
| 1  | Финляндия      | Вр  | Джесси Ост        | 1990 |  |  |  |  |
| 24 | Финляндия      | Вр  | Вальтер Виитала   | 1992 |  |  |  |  |
| 30 | Гамбия         | Вр  | Салифу Сенгоре    | 1989 |  |  |  |  |
|    |                |     |                   |      |  |  |  |  |
| 2  | Новая Зеландия | Защ | Никко Боксалл     | 1992 |  |  |  |  |
| 3  | Аргентина      | Защ | Родриго Арчиеро   | 1993 |  |  |  |  |
| 4  | Финляндия      | Защ | Матиас Вайнионпяя | 2001 |  |  |  |  |
| 5  | Финляндия      | Защ | Теро Мянтюля      | 1991 |  |  |  |  |
| 15 | Колумбия       | Защ | Кристиан Валенсия | 1991 |  |  |  |  |
| 16 | Финляндия      | Защ | Йонас Сундман     | 1998 |  |  |  |  |
| 17 | Финляндия      | Защ | Вилле Тикканен    | 1999 |  |  |  |  |
| 18 | Финляндия      | Защ | Нико Марккула     | 1990 |  |  |  |  |
| 22 | Бразилия       | Защ | Мурило            | 1995 |  |  |  |  |
|    |                |     |                   |      |  |  |  |  |
| 6  | Гана           | ПЗ  | Джуд Артур        | 1999 |  |  |  |  |

| 7  | Швеция    | ПЗ  | Густав Бакалиден  | 1997 |  |  |  |  |
| 8  | Нигерия   | ПЗ  | Хоуп Акпан        | 1991 |  |  |  |  |
| 9  | Аргентина | ПЗ  | Эммануэль Ледесма | 1988 |  |  |  |  |
| 11 | Украина   | ПЗ  | Денис Олейник     | 1987 |  |  |  |  |
| 19 | Финляндия | ПЗ  | Робин Сид         | 1994 |  |  |  |  |
| 25 | Финляндия | ПЗ  | Даниэль Хаканс    | 2000 |  |  |  |  |
| 26 | Финляндия | ПЗ  | Пюрю Ханнола      | 2001 |  |  |  |  |
| 58 | Финляндия | ПЗ  | Мехмет Хетемай    | 1987 |  |  |  |  |
|    |           |     |                   |      |  |  |  |  |
| 14 | Англия    | Нап | Джейк Джервис     | 1991 |  |  |  |  |
| 20 | Финляндия | Нап | Йонас Леписто     | 1998 |  |  |  |  |
| 45 | Финляндия | Нап | Серж Атакайи      | 1999 |  |  |  |  |
| 88 | Камерун   | Нап | Ариэль Нгуэкам    | 1988 |  |  |  |  |

### Игроки в аренде
| \| № \| \| Поз. \| Имя \| Год рождения \| \| -- \| \| ---- \| ------------------------------------------- \| ------------ \| \| 29 \| \| Нап \| Джереми Стренг (в ХИФКе до 31 декабря 2021) \| 2001 \| |           |      |                                             |              |
| № |           | Поз. | Имя                                         | Год рождения |
| 29 | Финляндия | Нап  | Джереми Стренг (в ХИФКе до 31 декабря 2021) | 2001         |

## Статистика выступлений в чемпионатах Финляндии
| Сезон | Ранг | Турнир       | Место | И  | В  | Н | П  | ГЗ | ГП | Очки |
| ----- | ---- | ------------ | ----- | -- | -- | - | -- | -- | -- | ---- |
| 2008  | 3    | Какконен     | 8     | 26 | 10 | 7 | 9  | 57 | 37 | 37   |
| 2009  | 3    | Какконен     | 5     | 26 | 14 | 1 | 11 | 56 | 52 | 43   |
| 2010  | 3    | Какконен     | 5     | 26 | 11 | 9 | 6  | 46 | 31 | 42   |
| 2011  | 3    | Какконен     | 1     | 26 | 22 | 4 | 0  | 72 | 14 | 70   |
| 2012  | 2    | Юккёнен      | 2     | 27 | 14 | 5 | 8  | 42 | 29 | 47   |
| 2013  | 2    | Юккёнен      | 1     | 27 | 18 | 5 | 4  | 51 | 17 | 59   |
| 2014  | 1    | Вейккауслига | 2     | 33 | 16 | 6 | 11 | 40 | 26 | 59   |
| 2015  | 1    | Вейккауслига | 1     | 33 | 18 | 6 | 9  | 50 | 22 | 60   |
| 2016  | 1    | Вейккауслига | 3     | 33 | 17 | 6 | 10 | 49 | 36 | 57   |
| 2017  | 1    | Вейккауслига | 6     | 33 | 13 | 8 | 12 | 42 | 47 | 47   |
| 2018  | 1    | Вейккауслига | 9     | 33 | 8  | 8 | 17 | 28 | 37 | 32   |
| 2019  | 1    | Вейккауслига | 9     | 33 | 7  | 9 | 11 | 18 | 29 | 30   |
| 2020  | 1    | Вейккауслига | 7     | 22 | 8  | 5 | 9  | 27 | 29 | 29   |

## Выступления в еврокубках
| Сезон   | Турнир              | Раунд                    | Соперник      | Дома | В гостях | Общий счёт |  |
| ------- | ------------------- | ------------------------ | ------------- | ---- | -------- | ---------- |  |
| 2015/16 | Лига Европы УЕФА    | Первый отборочный раунд  | Хабнарфьордюр | 0:1  | 0:1      | 0:2        |  |
| 2016/17 | Лига чемпионов УЕФА | Второй отборочный раунд  | БАТЭ          | 2:2  | 0:2      | 2:4        |  |
| 2017/18 | Лига Европы УЕФА    | Первый отборочнный раунд | КР Рейкьявик  | 0:2  | 0:0      | 0:2        |  |